# Chambre de commerce et d'industrie de la Meuse
La chambre de commerce et d'industrie de la Meuse est la CCI du département de la Meuse. Son siège est à Bar-le-Duc au 6, parc Bradfer.
Elle possède une antenne à Verdun.
Elle fait partie de la chambre régionale de commerce et d'industrie de Lorraine.

## Missions
À ce titre, elle est un organisme chargé de représenter les intérêts des entreprises commerciales, industrielles et de service de la Meuse et de leur apporter certains services. C'est un établissement public qui gère en outre des équipements au profit de ces entreprises.
Comme toutes les CCI, elle est placée sous la double tutelle du Ministère de l'Industrie et du Ministère des PME, du Commerce et de l'Artisanat.

### Service aux entreprises
- Centre de formalités des entreprises
- Assistance technique au commerce
- Assistance technique à l'industrie
- Assistance technique aux entreprises de service
- Point A (apprentissage)

### Gestion d'équipements
- Aérodrome de Verdun Le Rozelier

## Pour approfondir